# آلفرد راسل والاس
آلفرد راسل والاس (به انگلیسی: Alfred Russel Wallace) (زادهٔ ۸ ژانویهٔ ۱۸۲۳ – درگذشتهٔ ۷ نوامبرِ ۱۹۱۳)، زیست‌شناس، کاوشگر، جغرافی‌دان و مردم‌شناس بریتانیایی بود که بیش از هر چیز به علت کشف فرایند انتخاب طبیعی مستقل از چارلز داروین، مشهور است. داروین پیش از والاس این فرایند را کشف کرده بود اما جز نزد چند تن از دوستان مورد اعتماد آن را اعلام نکرده بود. نامه والاس به داروین موجب گردید آن دو مشترکاً دست به انتشار نظریه خود بزنند.
والاس کارهای میدانی بسیار گسترده‌ای، نخست در بستر رودخانه آمازون و سپس در مجمع‌الجزایر مالایی انجام داد، جایی که او «خط والاس» را که اندونزی را به دو پاره جدا از هم بخش می‌نماید، که در یکی جانوران نزدیک به گونه‌های استرالیایی فراوان هستند و در دیگری گونه‌های با خاستگاه آسیایی وسیعاً حضور دارند، شناسایی نمود.
او به عنوان دانشمند پیشرو در قرن نوزدهم در زمینه پراکندگی جغرافیایی گونه‌های جانوری و گاه به نام «پدر دانش زیست جغرافی» خوانده می‌شود. والاس یکی از اندیشمندان تکاملی پیشرو در قرن نوزدهم بود که علاوه بر نقش هم پدید آورندگی در «انتخاب طبیعی»، یاریهای دیگری نیز به رشد نظریه فرگشت رسانید. این موارد عبارتند از: «مفهوم رنگ‌آمیزی هشدار دهنده در جانوران» و «اثر والاس» (پیش فرضیه‌ای است دربارهٔ اینکه چگونه گزینش طبیعی می‌تواند با کمک به رشد موانع علیه «دو رگه‌زایی» به «گونه‌زایی» یاری رساند).

## زندگی

### اوایل زندگی
آلفرد والاس در روستای ولزی لانبادوک در نزدیکی اسک، مونموثشایر به دنیا آمد. او فرزند هشتم از نه فرزند توماس ور والاس و مری آن گرینل بود. مری آن انگلیسی بود و توماس احتمالاً اجدادی اسکاتلندی داشته است.

### بازگشت به انگلستان، ازدواج و فرزندان
والاس در سال ۱۸۶۲ به انگلستان بازگشت، به جایی که خواهرش فنی سیمس و شوهر خواهرش، توماس بودند، نقل مکان کرد. در حالی که خستگی سفر را به در می‌کرد، کلکسیون خود را آماده و تنظیم نمود و کنفرانس‌هایی فراوانی دربارهٔ ماجراجویی‌هایش و اکتشافات علمی خود مانند انجمن جامعه‌شناسی لندن ارائه نمود. بعداً در همان سال او داروین را در خانه سابق داروین ملاقات کرد و توانست رابطه ای دوستانه با چارلز لییل و هربرت اسپنسر برقرار کند.
پس از یک سال معاشرت، والاس در سال ۱۸۶۴ با زن جوانی نامزد شد که در زندگی‌نامه خود، از او تنها با نام خانم ل نام برد. خانم ل که دختر لوییس لسلی بود، با والاس شطرنج بازی می‌کرد. نامزد والاس به دلیل بی میلی او، نامزدی را بهم زد. والاس در سال ۱۸۶۶ با آنی میتن ازدواج کرد. ریچارد اسپروس گیاه‌شناس که با والاس در برزیل دوست شده بود، رابطه دوستانه خوبی نیز با پدر آنی میتن داشت و والاس و میتن را به یکدیگر معرفی کرده و وسیله آشنایی آنها شد. والاس در سال ۱۸۷۲ دل را ساخت. دل خانه ای از بتن بود و آن بنا را در زمین‌هایی که وی در گریس در اسکس اجاره کرده بود، بنا نمود. والاس تا سال ۱۸۷۶ در آنجا زندگی می‌کرد. والاس‌ها صاحب سه فرزند بودند: هربرت (۱۸۶۷–۱۸۶۷)، ویولت (۱۸۶۹–۱۹۴۵) و ویلیام (۱۸۷۱–۱۹۵۱).

### فعالیتِ اجتماعی
جان استوارت میل تحت تأثیر اظهارات منتقد جامعه انگلیسی قرار گرفت که والاس را در مجمع الجزایر مالایی گنجانیده بود.
در سال ۱۸۸۱، والاس به عنوان اولین رئیس‌جمهور انجمن جدید ملی شدن سرزمین انتخاب شد.
والاس مخالف به‌نژادی یا یوژنیک بود. ایده ای که توسط دیگر متفکران برجسته سیر تکاملی قرن نوزدهم به دلیل اینکه جامعه معاصر بیش از حد فاسد و ناعادلانه بود تا اجازه تعیین معقول و منطقی از افراد مناسب یا ناسازگار را فراهم می‌آورد، مورد حمایت قرار گرفت.
والاس در مباحث دیگر اجتماعی و سیاسی از جمله حمایت از حق رأی زنان، و بارها و بارها در مورد خطرات و بی فایدگی و بلا استفاده بودن نظامی گری نوشت.
والاس در سال ۱۸۹۸ کتابی با عنوان قرن شگفت‌انگیز که در مورد موفقیت‌ها و نارسایی‌های آن در مورد تحولات قرن نوزدهم منتشر نمود.

### کارهای علمی بیشتر
والاس به تفسیر اجتماعی خود در کنار کارهای علمی ادامه داد. در سال ۱۸۸۰، او کتاب جزیره زندگی را به عنوان دنباله ای در توزیع جغرافیایی حیوانات منتشر کرد. در نوامبر ۱۸۸۶، والاس سفری ده‌ماهه را به ایالات متحده را برای ارائه یک سری از سخنرانی‌های محبوب آغاز کرد.

### مرگ
در هفتم نوامبر ۱۹۱۳ در خانه اش که آن را ارکارد پیر می‌نامید و در حومه شهر واقع بود درگذشت. والاس آن خانه را یک دهه قبل ساخته بود. او در سن ۹۰ سالگی در گذشت و مرگ وی بازتاب گسترده‌ای در روزنامه‌ها و اخبار داشت.
بعضی از دوستان والاس پیشنهاد کردند که وی را در وست مینیستر ابی به خاک سپرده اما همسر وی با توجه به آرزوی خود والاس خواستار دفن او در گورستان کوچک بروداستون در دورست شد. چندی از پیشگامان انگلیسی عرصه علم هیئتی را تشکیل داده و خواستار بنای مدالین یادبود والاس در وست مینیستر ابی در نزدیکی جایی که داروین دفن شده بود، شدند. از مدالین یادبود در تاریخ ۱ نوامبر سال ۱۹۱۵ پرده برداری شد.

## کتابشناسی
- Shermer, Michael (2002). In Darwin's Shadow: The Life and Science of Alfred Russel Wallace. Oxford University Press. ISBN 978-0-19-514830-5.
- Slotten, Ross A. (2004). The Heretic in Darwin's Court: The Life of Alfred Russel Wallace. New York: Columbia University Press. ISBN 978-0-231-13010-3.
- Wilson, John (2000). The Forgotten Naturalist: In search of Alfred Russel Wallace. Arcadia/Australian Scholarly Publishing. ISBN 978-1-875606-72-6.